# 야와타촌 (사이타마현 히키군)
야와타촌(八和田村)은 사이타마현의 중서부, 히키군에 속했던 촌이다.

## 역사
- 1889년 4월 1일 - 정촌제 시행에 의해 히키군 야와타촌이 성립하였다.
- 1955년 2월 30일 - 오가와정, 오카와촌, 다케자와촌과 합병해 오가와정이 신설되었다.